# Kokrica
Kokrica je naselje u slovenskoj Općini Kranju. Kokrica se nalazi u pokrajini Gorenjskoj i statističkoj regiji Gorenjskoj. 

## Stanovništvo
Prema popisu stanovništva iz 2002. godine naselje je imalo 1,595 stanovnika.